# Cyperus articulatus
Cyperus articulatus är en halvgräsart som beskrevs av Carl von Linné. Cyperus articulatus ingår i släktet papyrusar, och familjen halvgräs. Inga underarter finns listade i Catalogue of Life.